# Methanosaetaceae
A Methanosaetaceae a Methanosarcinales rendbe tartozó Archaea család. Az archeák – ősbaktériumok – egysejtű, sejtmag nélküli prokarióta szervezetek.

### Tudományos folyóiratok
- Cavalier-Smith, T (2002). „The neomuran origin of archaebacteria, the negibacterial root of the universal tree and bacterial megaclassification”. Int. J. Syst. Evol. Microbiol. 52 (Pt 1), 7–76. o. PMID 11837318.
- Cavalier-Smith, T (1986). „The kingdoms of organisms”. Nature 324 (6096), 416–417. o. DOI:10.1038/324416a0. PMID 2431320.

### Tudományos könyvek
- Boone DR.szerk.: DR Boone: Family II. Methanosaetaceae fam. nov., Bergey's Manual of Systematic Bacteriology Volume 1: The Archaea and the deeply branching and phototrophic Bacteria, 2nd, New York: Springer Verlag, 169. o. (2001. március 20.). ISBN 978-0-387-98771-2
- Boone DR.szerk.: DR Boone: Order III. Methanosarcinales ord. nov., Bergey's Manual of Systematic Bacteriology Volume 1: The Archaea and the deeply branching and phototrophic Bacteria, 2nd, New York: Springer Verlag, 169. o. (2001. március 20.). ISBN 978-0-387-98771-2
- Grant WD.szerk.: DR Boone: Class III. Halobacteria class. nov., Bergey's Manual of Systematic Bacteriology Volume 1: The Archaea and the deeply branching and phototrophic Bacteria, 2nd, New York: Springer Verlag, 169. o. (2001. március 20.). ISBN 978-0-387-98771-2

### Tudományos adatbázisok
- Methanosaetaceae PubMed hivatkozásai
- Methanosaetaceae PubMed Central hivatkozásai
- Methanosaetaceae Google Scholar hivatkozásai